# Cristeana Cojocaru
Cristeana Cojocaru (f. Matei), född den 2 januari 1962, är en rumänsk före detta friidrottare som tävlade under 1980-talet på både 400 meter häck och 800 meter. 
Cojocaru deltog vid det första världsmästerskapet i friidrott 1983 i Helsingfors där hon slutade åtta på 400 meter häck. Året efter tog hon OS-brons på 400 meter häck vid friidrottstävlingarna 1984 i Los Angeles. 1985 vann Cojocaru guld på 800 meter vid det första inomhus-världsmästerskapet. 
Nationellt var hon rumänsk mästare på 400 meter häck 1982 - 1984.